# Syriens nationella råd
Syriens nationella råd, SNC (arabiska:المجلس الوطني السوري) är en syrisk sammanslutning av oppositionsgrupper som bildades under protesterna i Syrien 2011. Rådets mål är att landets president Bashar al-Assad och det styrande Baathpartiet ska lämna ifrån sig makten och att det istället ska införas ett demokratiskt system i Syrien.
SNC bildades formellt i Istanbul den 23 augusti 2011 och har hittills haft möten i bland annat Stockholm. Rådets medlemmar finns huvudsakligen utanför landet. Ordföranden Abdulbaset Sieda bor till exempel i Uppsala.
10 oktober gjorde EU-ländernas utrikesministrar ett gemensamt uttalande där man kallade rådets bildande för ett "positivt steg". Samma dag meddelade Libyens övergångsregering att de erkänner SNC som Syriens legitima regering.
I november 2012 var man med och bildade den bredare oppositionskoalitionen Syriska nationella koalitionen av revolutions- och motståndsstyrkor. 